# Fohnsdorf
Fohnsdorf is een gemeente in de Oostenrijkse deelstaat Stiermarken, en maakt deel uit van het district Judenburg.
Fohnsdorf telt 8264 inwoners.

## Geboren
- Heinz Schilcher (14 april 1947-20 juli 2018), Oostenrijks voetballer

Stadsgemeenten:
Judenburg · Knittelfeld · Spielberg · Zeltweg

Marktgemeenten:
Kobenz · Obdach · Pöls-Oberkurzheim · Pölstal · Seckau · Unzmarkt-Frauenburg · Weißkirchen in Steiermark

Overige gemeenten:
Fohnsdorf · Gaal · Hohentauern ·  Lobmingtal ·  Pusterwald · Sankt Georgen ob Judenburg · Sankt Marein-Feistritz · Sankt Margarethen bei Knittelfeld · Sankt Peter ob Judenburg
- Gemeinsame Normdatei: 4017787-7
- Library of Congress Control Number: n85175632
- Nationale Bibliotheek van Israël: 987007555450005171
- Virtual International Authority File: 143134950
- WorldCat: E39PBJmDdHy7fQFpk3YGWqDQbd